# Titularbistum Rutabo
Rutabo ist ein Titularbistum der römisch-katholischen Kirche.
Es geht zurück auf einen Bischofssitz in der Stadt Rutabo, die sich in der Region Kagera Tansanias befindet. Das Bistum Rutabo war dem Erzbistum Mwanza als Suffraganbistum unterstellt. Infolge der Verlegung des Bischofssitzes am 21. Juni 1960 nach Bukoba wurde das Bistum Rutabo in Bistum Bukoba umbenannt und der Bischofssitz in Rutabo aufgegeben.
Im Januar 2009 wurde das Bistum Rutabo durch Papst Benedikt XVI. als Titularbistum wiedererrichtet.
| Titularbischöfe von Rutabo |                          |                                   |              |                  |
| Nr.                        | Name                     | Amt                               | von          | bis              |
| 1                          | Telesphore Bilung SVD    | Weihbischof in Ranchi (Indien)    | 6. Mai 2014  | 1. November 2021 |
| 2                          | Elias Kwenzakufani Zondi | Weihbischof in Durban (Südafrika) | 9. März 2023 |                  |